# 12 Hits para 2 guitarras flamencas y orquesta de cuerda
12 Hits para 2 guitarras flamencas y orquesta de cuerda (12 hitów na dwie gitary flamenco i orkiestrę smyczkową) – czwarty i ostatni album kolaboracyjny braci Paco de Lucii i Ramóna de Algeciras wydany w 1969 roku.

## Lista utworów
| 1.  | "Los Pescadores de Perlas"              | 2:49  |
|     |                                         |       |
| 2.  | "Tango de la rosa"                      | 3:08  |
|     |                                         |       |
| 3.  | "Si no me more"                         | 3:10  |
|     |                                         |       |
| 4.  | "El amor de Laura"                      | 2:18  |
|     |                                         |       |
| 5.  | "La luna sobre las ruinas del castillo" | 2:36  |
|     |                                         |       |
| 6.  | "Celos"                                 | 2:30  |
|     |                                         |       |
| 7.  | "La virgen de la Macarena"              | 3:59  |
|     |                                         |       |
| 8.  | "Que será será"                         | 2:27  |
|     |                                         |       |
| 9.  | "Yo que no vivo sin tí"                 | 2:23  |
|     |                                         |       |
| 10. | "Reserva el último baile para mí"       | 2:22  |
|     |                                         |       |
| 11. | "Bésame mucho"                          | 3:13  |
|     |                                         |       |
| 12. | "Perfidia"                              | 2:41  |
|     |                                         |       |
|     |                                         | 33:36 |
|     |                                         |       |

## Muzycy
Paco de Lucía – gitara flamenco

Ramón de Algeciras – gitara flamenco